# Не може да бъде! (филм, 1975)
Вижте пояснителната страница за други значения на Не може да бъде!.
„Не може да бъде!“ (на руски: Не может быть!) е съветски филм от 1975 година, комедия на режисьора Леонид Гайдай по негов сценарий в съавторство с Владлен Бахнов.
Филмът се състои от три самостоятелни части, базирани съответно на три комедийни пиеси на Михаил Зошченко – „Престъпление и наказание“, „Забавно приключение“ и „Сватбено произшествие“. В първата част управител на магазин е извикан за няколко часа в милицията като свидетел, а през това време близките му разпродават цялото му имущество и жена му се омъжва за съседа. Във втората част шестима души установяват, че се намират в сложни любовни връзки помежду си. В третата младоженец пристига на собствената си сватба, но не е сигурен дали ще успее да познае булката. Главните роли се изпълняват от Михаил Пуговкин, Олег Дал, Светлана Крючкова, Георгий Вицин, Леонид Куравльов.

## Сюжет

### Престъпление и наказание
Първата кратка история описва трудностите на човек, живеещ в съветско време в края на 20-те години на 20-и век с нетрудови доходи (според сценария, управител на магазин). След като е бил призован в следствената прокуратура, главният герой основателно смята, че това призоваване няма да донесе нищо добро. Същите мисли посещават съпругата и зет му, които, за да предотвратят предстоящата конфискация на имуществото, спешно разпродават всичко, спечелено с "прекален" труд. Освен това съпругата набързо се развежда с главния герой и се жени за съсед. И самият главен герой, който току-що беше призован като свидетел (след седмица все пак го стигнаха и го затвориха), се завръща у дома в страхотно настроение.

### Забавно приключение
Втората история на филма показва тънкостите на извънбрачните отношения. Отивайки в почивен ден уж на работа, но всъщност при любовница, понякога е трудно да си представим, че съпругът на любовницата може да се окаже любовник на приятеля на любовницата и съсед на приятеля на любовницата в общ. линия - любовникът на собствената ви жена. В крайна сметка всичките шестима герои се срещат случайно, при интересни обстоятелства и, след като се събраха на масата, се опитват да намерят изход от ситуацията.

### Сватбено произшествие
В последната новела млад мъж, който набързо предложи ръката и сърцето си, пристига на собствената си сватба, където не може да познае булката си - преди това те се срещат само на улицата и той я помни в зимни дрехи. Опитите неусетно да разбере коя от присъстващите жени е бъдещата му съпруга водят до непредвидени последици - младоженецът бърка булката (а булката наистина има дъщеря - много малка) за нейната майка.

## Създатели
- Автори на сценария: — Владлен Бахнов, Леонид Гайдай
- Режисьори на продукцията: — Леонид Гайдай
- Производствени оператори: — Сергей Полуянов
- Художници-постановчици: — Евгений Куманка
- Композитори: — Александър Зацепин
- Автори на текста: — Леонид Дербенев
- Звукови оператори: — Раиса Маргачева
- Режисьори: — Николай Достал
- Диригенти: — Андрей Петухов
- Балетмайстори: — Пьотътр Гродницки
- Редактори: — Людмила Фейгинова
- Режисьор на картината: — Ернст Вайсберг